# 郭鶴年
郭鶴年（英語：Robert Kuok Hock Nien，1923年10月6日—），馬來西亞企業家，籍貫中國福建省福州市倉山區蓋山鎮郭宅村，出生於馬來西亞柔佛州新山市，以经营白糖业起家，有“亚洲糖王”之称。郭氏集團創辦人，被富比士列為馬來西亞首富，華人富豪榜第四位，旗下資產最大部份都在香港，包括大量的香港豪宅、商場、酒店、辦公室、香格里拉酒店集團等等。郭鶴年在世界百富排名中名列40，他長居香港，而且積極開拓在中國大陸的企業版圖。2018年5月，马来西亚首次政党轮替之后，获首相马哈迪·莫哈末邀请担任内阁顾问，成为资政理事会的5名成员之一。

## 生平

### 早年生活
郭鶴年出生於馬來西亞柔佛，籍貫福建省福州市蓋山镇。其父郭欽鑑從中國福建前往馬來亞南端謀生，曾當過店員，開過咖啡店，其後創辦東昇公司，轉營米糧及糖的生意。
郭鶴年在新山完成中學課程，1941年進入新加坡萊佛士書院繼續學業。1942年至1945年二戰時期，任職於三菱公司新山分行米糧部。不久就以二十歲的年紀升為米糧部經理，戰後到東昇公司協助其父管理業務。1947年，成立力克務公司，專營雜貨和船務等，至1965年易名為郭氏兄弟（新加坡）有限公司。其父於1948年12月26日逝世。

### 创业生涯

#### 首次货款
父亲去世时并未留下遗嘱，郭鶴年将东昇公司重新注册为独资企业，去法院申请继续经营许可。但法官最后裁定，公司必须清盘，遗产由其父两位遗孀和八名子女平分承继。父亲战后白手起家，约赚了400万马币。郭鹤年相信其中四分之三用于偿还债务。最终扣除稅务、葬礼开支和律师费后，只余下约150万元。郭鹤年继承了约13万马币遗产。
1949年郭家分家后，其家族于4月1日成立一間名為郭氏兄弟（馬來西亞）有限公司，繼續經營白糖及米糧業務，並由郭鶴年主理。郭鶴年和堂兄鹤青前往吉隆坡拜见英国殖民官员和汇丰银行的经理，商议如何获得特许经销权和提供银行货款等事务，汇丰银行要求郭鶴年先提供10万元信用但保，这在1949年是一大笔钱。而当时英资銀行公然种族歧视，宁愿贷款给白种人，也不考虑货款给本地商人，郭鶴年在此经历中也遭受殖民主义的白眼和诈骗恐吓。后得到盘谷银行的陈弼臣的帮助下，得以和其他银行洽谈，之后和潮洲商会交往下（陈弼臣也是潮洲人），盘谷银行提供郭鶴年1000万元信用担保，再给一半500万元担保额份的银行承兑信用证。有了信用证后，郭鶴年可以先提货卖掉之后再偿还。郭氏公司之后得到更多信货和融资，使生意不断壮大。

#### 米糧
1953年，郭氏从泰国低价买入米糧，成为马来亚政府在新加坡的大米经销商。郭氏公司透过多次贸易，与泰国大米供应商建立良好商业往来，也和中国、柬埔寨和越南建立关系。也透过公开竞标，成功在马来西亚马六甲赢得大米供应商许可证。由于英国人将殖民地生产的原材料运回英国加工，将产品增值后运回马来西亚，通过关稅优恵，成功击败其他产品，米糧贸易并不是特别有利可图。加上1950年中期，大米贸易竞争已经白热化，十五六岁的年轻人都可以开店买卖大米，郭鶴年也考虑其他主要食糧贸易。

#### 溶糖
1953年至1954年，郭鶴年发现食糖比大米价格波动得大，更容易赚取巨利，1955年起，开始将食糖纳入公司业务，当时只有新加坡的欧洲商行才能进口，郭氏公司开始透过新加坡分公司从英国洋行购买食糖。1956年，爆发苏伊士运河危机，食糖价格飙升，食糖供应商无法正常提供郭氏每月的配额，同时马来西亚严格控制食糖贸易，令食糖事业一度进入低潮。
1958年，日本三井公司想向印度销售化肥原料，而印度政府则想赚取外汇，于是便想用三万吨白糖换取。但由于日本只进口原糖，于是日本三井公司希望郭鶴年代为购入，好处是新加坡是自由港，沒有对糖产品提供稅项优惠，但马来西亚就给予所有英联盟国家（包括印度）2分马币的关稅优惠，折合每吨44.09马币，可以获得整体20%的的优惠。郭氏之前只是100吨、500吨少量买入，三万吨对郭氏是一宗非常大的交易。最终郭鶴年与印度糖厂协会和日本达成交易，以每次1000吨购入，並接受兩名日本人合資在1959年設立馬來亞糖廠，同時設立馬來亞三夾板有限公司。但突然撞上中国食糖经销商林楷已经谈妥出口白糖给马来西亚的巧合，郭鶴年沒想过会在马来西亚白糖市场会有竞争，结果市场供过于求，双方都蒙受损失。郭鶴年先后前往香港、印度和日本谈判协商解决。1963年2月、郭氏前往英国，摸索和学习当地的经营模式，并在英国进行期糖交易，这一经验让郭鶴年大有获利，其後返回馬來西亞成立民天有限公司，并每年都会前往英国。

### 黄金时期
1960年代，郭氏全力投資煉糖工業，搶在世界糖價上漲之前，從印度輸入廉價白糖傾銷大馬，並投巨資於白糖期貨貿易，当时马来西亚年产25万吨精糖中已有80%已经由郭氏经办。郭氏经营的马来亚制糖有限公司在靠近槟城的北赖兴建立糖厂。其郭氏兄弟公司不但掌握了大馬糖業市場的80%，壟斷馬來西亞市場，且通過多邊貿易，每年控制的食糖總量達150萬噸左右，約佔當時國際糖業市場的10%，贏得「亞洲糖王」之名。
1963年進軍香港，成立萬通有限公司，與中國通商。1966年，中国爆发文化大革命，国内严重缺糧，需要进口大批食糖，但中国几乎沒有外汇可以购买进口货。1970年，郭氏被五丰行高层搭桥，协助中国在期货市场赚取外汇，事成之后郭氏的万通有限公司可被委托为独家供应商。郭氏答应帮助后，用自己的账户替中国在伦敦和纽约市场积累期货，所有的交易都是在伦敦和纽约的午夜时间进行，还用暗语向五丰行汇报进度，这一过程相当保密。中国为郭氏设定的入货价比郭氏定的价更好，郭氏将这消息告诉巴西的糖业供应商，告知糖是替中国购买，促成了巴西与中国的大规模交易。郭氏用香港万通有限公司进行交易，对方同意给予万通0.5%的佣金。这一协议公布后，整个期货市场暴涨，郭氏趁机抛售手上积存的所有期货，并将利润高达250万英镑存进中国银行伦敦分行。
1970年，苏联成为全球食糖最大的买家，令每年苏联入货成为糖业内一件大事，郭鶴年在1972年首次前往莫斯科通商。郭氏联同数个国际企业合作出售和购买实糖或期货，来填补卖给苏联的缺口或持未平仓来平衡风险。苏联将食糖援助给其他社会主义国家，朝鲜也是其中之一。随后朝鲜在新加坡领事馆的官员会见郭鶴年，表示要将7500吨糖卖给郭氏来赚取外币，郭鶴年认为可以再将食糖卖给其他公司获利。结果朝鲜方面大开空头支票，多次延期交货，郭氏被逼赔偿逾期罚金，还要从其他市场买货给人，令郭氏公司在这交易中亏了一大笔。朝鲜最后发来电报，要求郭氏到平壤来追讨赔偿，郭氏将电报看完后扔进垃圾桶。

### 产业股权
1968年，郭鶴年获得10%香格里拉酒店股份。1971年，郭鶴年與友人在新加坡創立香格里拉酒店。1977年，開始在香港投資地產及酒店，1988年，應邀由澳洲商人龐雅倫手上收購電視企業（後易名電視廣播）31%的股權，成為第二大股東，分拆電視廣播業務上市。在尖東購入地皮興建香格里拉酒店。在1991年，郭鶴年開始逐步減持電視企業股權。1993年，郭鶴年以嘉里公司之名義向新聞集團購入34.9%的南華早報股權。1996年，又透過南華早報收購無綫電視附屬之TVE公司，在香港傳媒行業占據一角。除了南華早報外，旗下的嘉里物流現時亦有在港上市。2016年郭氏將南華早報售予阿里巴巴集團。
敦氏在2011年的資產為170億美元，在馬來西亞、香港及華人地區都擁有大量資產，如不動產、商場、飯店、商務大樓與南華早報集團。2011年馬來西亞首富，華人富豪榜第四位。
2018年5月，马来西亚首次政党轮替之后，获首相马哈迪·莫哈末邀请担任内阁顾问，成为资政理事会的5名成员之一。

## 家庭
父親郭欽鑒在六兄弟中居末；三伯郭欽端的兒子新山聞人丹斯里郭鶴堯為郭鶴年堂哥。
母親鄭格如，郭鶴年有兩名兄長，大哥郭鶴舉，二哥郭鶴齡，前亡妻謝碧蓉與現妻何寶蓮。
大哥郭鶴舉（Philip Kuok Hock Khee）是馬來西亞的外交家，曾獲國家派駐德國、南斯拉夫、荷蘭、比利時、盧森堡及丹麥的大使。郭鶴舉已婚，與太太育有二子二女；二哥郭鶴齡是馬來亞共產黨成員，1952年馬來亞緊急狀態時被殺。
郭鶴年兩段婚姻為他帶來八名子女。

## 事件

### 参与耆老理事会
2018年5月9日马来西亚大选，反对党希望联盟执政后，新任首相马哈迪·莫哈末于5月12日宣布成立耆老理事会，以协助新政府兑现百日新政的承诺，同时成立特工队调查一个马来西亚发展有限公司丑闻（1MDB）。成员包括郭鹤年、前财政部长达因·再努丁、前国家银行总裁洁蒂·阿兹、前国油主席哈山玛立肯及经济学家佐摩孙达兰。达因表示耆老理事会在未来100天会每天开会，甚至一天内或会开会好几次，以商议马来西亚经济处境、国债、马币、消费税和燃油津贴等多项迫切问题。

### 会见马哈迪
2018年5月23日，郭鹤年在首相署与首相马哈迪·莫哈末会面。他在见到马哈迪时第一句即说“我必须向你敬礼，你救了国家。”

## 评价
马来西亚首相马哈迪·莫哈末：“今天，郭鹤年是世界上非常成功的商家，但他从来没有忘记过他是在柔佛赚到他第一桶金。当我们要求他回来重建国家，他心甘情愿地回来成为元老理事会的成员。我们感激他积极的贡献。”